# Rip Van Winkle
Rip Van Winkle är en berömd romanfigur, vars äventyr det berättas om i den amerikanske författaren Washington Irvings bok Sketch Book (1820). 
Berättelsen om Rip Van Winkle återges som om den skulle ha återfunnits bland handlingar tillhörande en viss Diedrich Knickerbocker, en holländsk antikvarie i New York.
Rip Van Winkle är en sorglös så kallad toffelhjälte, vars hustru är hemfallen åt dryckenskap. Under en strövtur i Catskill Mountains stöter han på några lustiga typer, klädda på gammaldags flamländskt vis, som spelar käglor. Utan att de lägger märke till det tar han en klunk av deras genever, och somnar nästan omgående. När han vaknar är han helt ensam, till och med hans hund är försvunnen, och hans skjutvapen är helt sönderrostat. Han beger sig hemåt under stor oro och finner då sitt hem övergivet och alla hans forna vänner är borta. 
Han har uppenbarligen sovit i tjugo år och efter att ha fastställt sin identitet blir han byns patriark. När han gav sig iväg hemifrån hade han varit kung Georg III:s undersåte och han återvänder som en fri medborgare i USA.